# Janówek (gmina Mełgiew)
Janówek – kolonia w Polsce położona w województwie lubelskim, w powiecie świdnickim, w gminie Mełgiew.
W latach 1975–1998 miejscowość należała administracyjnie do województwa lubelskiego.
Kolonia jest sołectwem w gminie Mełgiew. Według Narodowego Spisu Powszechnego z roku 2011 kolonia liczyła 259 mieszkańców.
Wierni Kościoła rzymskokatolickiego należą do parafii św. Wita w Mełgwi.

## Historia
Janówek, kolonia dawniej wieś. Wymieniony w spisie Zinberga z 1877. Nie wymieniony w  SgKP. Kolonia w spisie z roku 1921, podobnie w skorowidzu z roku 1933. 